# Pro Evolution Soccer 2017
Pro Evolution Soccer 2017 (ook wel bekend onder de afkorting PES 2017, of als Winning Eleven 2017 in Japan) is een voetbalsimulatiespel ontwikkeld door PES Productions en uitgegeven door Konami. Het spel kwam in september 2016 uit voor pc, PlayStation 3, PlayStation 4, Xbox 360 en Xbox One.

## Vernieuwingen
- Real Touch-technologie: het aannemen, dribbelen en passen voelt per speler anders aan.
- Nieuwe animaties
- Realistischere passing
- Verbeterde doelmannen
- Scheidsrechters reageren beter op overtredingen
- Verbeterde tactische instructies voor een wedstrijd
- Kunstmatige intelligentie: computertegenstanders leren tijdens een wedstrijd van het spel van de speler en passen daar hun tactiek op aan
- Grafische verbeteringen: ademwolkjes in de winter, regendruppels die van het net af spatten, het claimen van een corner bij een achterbal, de spuitbuslijnen bij vrije trappen die langzaam vervagen en de tv-kabels die langs het veld liggen.
- Nieuwe licenties: Arsenal, Liverpool en Borussia Dortmund.
- Nieuwe partnerschappen: FC Barcelona, Liverpool, Borussia Dortmund en River Plate.[1]